# Столичная
«Столи́чная» — марка советской и российской водки.

## История марки
В 1938 году в СССР была зарегистрирована рецептура и товарный знак водки «Столичная». Выпускаться водка начала лишь через несколько лет, в 1941 году первая бутылка «Столичной» была выпущена в Риге.
С 1971 года водка начала продаваться в США. Права на дистрибуцию водки получила американская компания PepsiCo, в обмен на право строительства завода по производству газированных напитков в Новороссийске. В Америке получила устойчивое название «Stoli».
За период с 1973 года по 1981 год отгружено 1,9 млн декалитров водки «Столичная» на сумму 25 млн долларов. Если бы эта водка была продана по розничным ценам, можно было бы получить 164 млн рублей. Напитка «Пепси-Кола» за указанный период выработано 32,3 млн декалитров, от продажи которого получено 303,3 млн рублей или на 139,3 млн рублей больше по сравнению с продажей водки.
После акционирования предприятия ВВО «Союзплодоимпорт», которое владело торговыми знаками, в 1991 году знаки, как предполагалось, перешли к ВАО «Союзплодоимпорт» на основании правопреемства. Однако 13 мая 1991 года министерство сельского хозяйства и пищевых продуктов РСФСР обратилось с протестом к председателю Государственного комитета по изобретениям и открытиям при Государственном комитете СССР по науке и технике против регистрации некоторых товарных знаков, зарегистрированных до этого на имя ВВО «Союзплодоимпорт», включая товарный знак «Столичная». Протест был частично удовлетворен, и с 7 августа 1991 года товарный знак «Столичная» утратил правовую охрану. Таким образом, ВАО «Союзплодоимпорт» владело товарными знаками в США и Европе, однако в Российской Федерации отрицалась возможность их принадлежности кому-либо.
8 апреля 1994 года президент РФ Б. Н. Ельцин уполномочил премьер-министра В. Черномырдина рассмотреть проблему «обеспечения правовой охраны наименований, предназначенных для обозначения всемирно известных российских водок», а председателя Комитета Российской Федерации по патентам и товарным знакам — пересмотреть и отменить решение от 7 августа 1991 года об аннулировании регистраций данных товарных знаков. 6 мая 1994 года председатель Роспатента отменил решение об аннулировании регистрации товарных знаков, и ВАО «Союзплодоимпорт» было признано законным владельцем товарных знаков «Столичная» и «Московская».
В 1997 году бизнесмен Юрий Шефлер (на тот момент президент ВАО «Союзплодоимпорт») учредил ЗАО «Союзплодимпорт» и выкупил «Столичную» и другие знаки (всего 43 бренда) у «Союзплодоимпорта» за 300 тыс. $. В 1999 году ЗАО «Союзплодимпорт» продало марку «Столичная» голландской компании «Spirit International», входящей в группу S.P.I., за 800 тыс. $ (впоследствии Счётная палата пришла к выводу, что справедливая цена за бренды — 400 млн $). В 2000 году право на реализацию «Столичной» на территории США купила британская компания «Allied Domecq».
В 2000 году заместитель генерального прокурора Российской Федерации предъявил в Арбитражный суд Москвы иск к ОАО «Плодовая компания» и Московской регистрационной палате с требованием признать недействительным п. 2 устава ОАО «Плодовая компания», согласно которому общество было объявлено правопреемником ВВО «Союзплодоимпорт», и обязать Московскую регистрационную палату зарегистрировать изменения устава ОАО «Плодовая компания», исключив оспариваемую часть устава. Эти исковые требования были удовлетворены, суд постановил, что поскольку преобразование одного предприятия в другое означает прекращение существования реорганизованного предприятия, тот факт, что в упомянутых документах о создании АО «Союзплодоимпорт» одним из учредителей указано ВВО «Союзплодоимпорт», означает, что последнее не реорганизовывалось, продолжало существовать после создания ВАО «Союзплодоимпорт» и юридически существует до настоящего времени, а учредителями ВАО «Союзплодоимпорт» фактически создано новое юридическое лицо, не имеющее отношения к ВВО «Союзплодоимпорт». Поскольку это новое юридическое лицо не являлось и не могло являться правопреемником ВВО «Союзплодоимпорт», запись в уставе истца о таком правопреемстве неправомерна.
В конечном итоге решением Высшего арбитражного суда Российской Федерации, оставившего в силе это решение, было установлено, что ВАО «Союзплодоимпорт» и, следовательно, ОАО «Плодовая компания» не являются правопреемниками ВВО «Союзплодоимпорт».
Роспатент перерегистрировал знаки на государство в лице Минсельхоза РФ. В 2002 году Минсельхоз учредил федеральное казённое предприятие «Союзплодоимпорт» и распоряжением премьер-министра Михаила Касьянова права на использование марки «Столичная» перешли к созданному ФКП «Союзплодоимпорт».
В 2001 году в отношении миллиардера Ю. Шефлера было возбуждено[где?][кем?] уголовное дело по статье «Незаконное использование товарных знаков», о контрабанде алкоголя и организации преступного сообщества. Он был объявлен в международный розыск, однако иностранные государства отказали в его экстрадиции. Впоследствии все пункты обвинения были сняты.
С 2002 года за рубежом постоянно идут судебные процессы по возвращению марки «Столичная» и ещё нескольких известных водочных брендов под контроль ФКЗ «Союзплодоимпорт».
В 2013 году Государственная Дума РФ приняла постановление об амнистии, согласно которому уголовные дела по ряду экономических преступлений подлежали прекращению, если обвиняемый возместил ущерб. В этот перечень входила и статья УК РФ, инкриминируемая Шефлеру. Однако ФКП «Союзплодоимпорт» оценило свой ущерб на сумму в 140 раз больше, в связи с чем следователь счел несогласие потерпевшей стороны достаточным основанием, чтобы отказать Шефлеру в применении амнистии.
В феврале 2016 года Конституционный суд РФ, рассмотрев жалобу Шефлера, отметил, что при решении вопроса о применении экономической амнистии если первоначальная оценка ущерба была верной, то именно ей необходимо руководствоваться при возмещении ущерба и получении права на амнистию.
В 2018 году Верховный суд Нидерландов запретил компании SPI Group продавать водку под спорными брендами в Нидерландах, Бельгии и Люксембурге (Бенилюкс); компания подала апелляцию на это решение. В январе 2020 года Верховный суд Нидерландов отклонил апелляцию SPI Group и постановил, что права на бренд водки «Столичная» принадлежат России, а не группе компаний SPI Group; он также потребовал, чтобы SPI выплатила России сумму, равную полученной ею прибыли от продажи «Столичной» и «Московской» в Бенилюксе с 1999 года, еще 145 тыс. евро SPI Group должна заплатить России для покрытия издержек.. В ответ SPI Group заявила, что изучит возможности для правовой защиты «на уровне Евросоюза». Также суд в Гааге в июне рассмотрел другое дело о запрете продажи группой SPI водки в 13 странах Евросоюза.
Судебные тяжбы также продолжаются в США и Австралии; Верховный суд Австрии дважды выносил решение в пользу России, а SPI выигрывала дела в Греции и Бразилии.
Дело ЮКОСа
В начале мая 2020 года мажоритарные акционеры ЮКОСа получили права на использование торговой марки «Столичная» и других принадлежащих России брендов водки на территории стран Бенилюкса. Торговые марки, право России на которые было подтверждено в январе, стали частью взыскания в размере 50 млрд $, назначенного в феврале 2020 года Апелляционным судом Гааги.
Российские водочные бренды стали целью акционеров ЮКОСа из-за того, что Россия сама доказала в суде государственную принадлежность торговых марок, объяснили в холдинге GML, представляющем бывших акционеров ЮКОСа. В случае с другими зарубежными активами Россия оспаривала претензии, утверждая, что те принадлежат отдельным россиянам или находятся под дипломатической защитой.
В мае 2020 году в Нидерландах по делу ЮКОСа арестованы бренды водки «Столичная» и «Московская». 27 октября 2020 года суд Гааги снял арест, посчитав, что забирать марки у «Союзплодоимпорта» незаконно, так как компания не может отвечать по долгу России.

## Этикетка
Этикетка выполнена в красных и золотистых тонах на белом фоне. На этикетке изображена гостиница «Москва», которая была построена за три года до регистрации марки. Поверх изображения гостиницы курсивом буквами латинского алфавита из нижнего левого в верхний правый угол идёт надпись «Stolichnaya vodka».
Дизайн этикетки разработан Владимиром Яковлевым, сотрудником комбината «Союзпродоформление». Существует легенда о том, что автором рисунка, помещенного на этикетку, был художник Андрей Иогансон. За истинность основной версии выступает старейший сотрудник комбината «Союзпродоформление» художник Б. Н. Сенновский. Имеется также версия, по которой оба художника могли быть авторами дизайна этикетки.
C сентября 2019 года водка Stolichnaya выпускается в новом дизайне.

## Награды
- 1958 — золотая медаль на международной выставке в Брюсселе;
- 1963 — золотая медаль на международной выставке в Лейпциге;
- 1969 — золотая медаль на международной выставке в Пардубицах;
- 1971 — золотая медаль на международной ярмарке в Пловдиве;
- 2008 — золотая медаль на международном дегустационном конкурсе «Лучшая Водка года/Best vodka of the year» в Москве;
- 2012, 2015, 2017—2018 — гран-при в дегустационном конкурсе «Лучший продукт» на международной выставке «Продэкспо»;
- 2013 — золотая медаль на выставке «Продэкспо»;
- 2014 — гран-при конкурса «Продукт года — 2014» в рамках выставки Worldfood Moscow;[12].
- 2020 — золотая медаль в номинации «Лучшая водка в премиальном сегменте», золотая медаль в специальной номинации Eco-style, золотая медаль в специальной номинации New-technology и гран-при I Международного дегустационного конкурса водок, спиртов и спиртных напитков «Eurasia spirits drinks».